# RW 39
Der Rickmers Typ RW 39 ist ein kleinerer Containerschiffstyp, welcher von der Rickmers-Werft in Bremerhaven entwickelt wurde.

## Geschichte

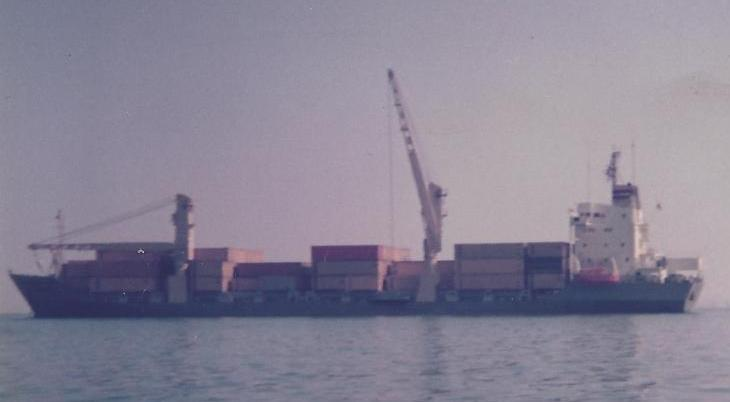
Die Leerort im Bittersee

Die Baureihe wurde in den Jahren 1980 bis 1986 in vierzehn Einheiten und mehreren Ausführungen von der Rickmers Werft gebaut, welche die Schiffe auch konzipierte. Der RW 39 stellte einen Erfolgstyp dar, welcher über die letzten sechs Jahre bis zur späteren Schließung, das Rückgrat der Produktion auf der Rickmers-Werft bildete und als Grundlage des größeren Typs RW 49 diente.
Die RW-39-Schiffe hatten zwei Luken, die mit einer Kombination aus hydraulischen Faltlukendeckeln und rollbaren Pontondeckeln verschlossen wurden. Als eigenes Ladegeschirr standen zwei Kräne à 35 Tonnen zur Verfügung. Innerhalb der Bauserie wurden, den Wünschen der Auftraggebern entsprechend, verschiedene Hauptmotore, wie beispielsweise die Viertaktertypen, MaK 8 M 551, oder Deutz SBV12M540, aber auch Zweitakter, wie der Akasaka Diesel 6 UEC 45/115 oder Kawasaki-MAN K6Z52/90N verwendet.

## Die Schiffe
| Rickmers Typ RW 39           | Rickmers Typ RW 39           | Rickmers Typ RW 39 | Rickmers Typ RW 39 | Rickmers Typ RW 39                                                   | Rickmers Typ RW 39 |
| Bauname                      | Bauwerft/ Baunummer          | IMO-Nummer         | Ablieferung        | Auftraggeber                                                         | Umbenennungen und Verbleib |
| ---------------------------- | ---------------------------- | ------------------ | ------------------ | -------------------------------------------------------------------- | --- |
| Tauria                       | Rickmers/392                 | 7920429            | 12. September 1980 | W. Harms, Jork                                                       | Monte Verde, Tauria, 1982 Arabian Eagle, 1983 Louisiane, 1984 Merzario Saudia, 1985 BCR King, 1986 Holcan Maas, 1987 Tauria, 1988 Medipas Sun, 1989 Luso, 1999 Haydee, 2008 Destiny Carrier, 2008 Star Carrier, 2009 Ya Kareem, 2013 Energy 3, ab 17. Dezember 2013 verschrottet. |
| Gothia                       | Rickmers/398                 | 8007183            | 13. Dezember 1980  | W. Harms, Jork                                                       | European Eagle, 1980 Gothia, 1982 CCNI Andino, 1984 Concorde Antilles, 1985 Jumna Pioneer, 1986 Gothia, 1987 Nicolo Gazzolo, 1988 Gothia, 1991 Zim Caribe III, 1994 Saturn, 1995 EWL Rotterdam, 1996 Fas Trieste, 1996 Saturn, 1998 Monagas, 1999 Prospects, 2000 Saturn, 2001 Helene, am 9. Dezember 2014 zur Verschrottung bei Fornæs Skibsophug in Greena eingetroffen.                                                                     |
| Esteturm                     | Rickmers/394                 | 8027717            | 27. Mai 1981       | W. Hauschildt KG, Hamburg                                            | 1981 E.L.M.A. Cinco, 1981 EA Power, 1987 Norasia Athena, 1988 Ville du Ponant, 1991 Esteturm, 1992 Cielo di Livorno, 1992 Esteturm, 1992 Euro Colombia, 1993 Esteturm, 1993 Ester, 1996 Prime Value, 1996 Tiger Creek, 1996 Prime Value, Totalverlust am 19. Juli 2000. |
| Champion                     | Rickmers/404                 | 8104474            | 29. September 1981 | KG Projex S.G., Hamburg                                              | 1982 Australian Eagle, 1985 Contship Champion, 1987 Cape Race, 1988 Nedlloyd Zaire, 1990 Woermann Sanaga, 1991 Ville De Mascate, 1991 Hari Bhum, 2008 Tanto Hari, Totalverlust am 31. Januar 2014. |
| Wejadia                      | Rickmers/399                 | 8020630            | 12. Dezember 1981  | W. Harms, Jork                                                       | 1981 E.L.M.A. Siete, 1983 Wejadia, 1984 Grimsa, 1986 Wejadia, 1986 Holkan Elbe, 1987 Wejadia, 1987 Aurora, 1987 E. A. Pride, 1987 Medipas Wind, 1989 Norasia Attica, 1992 Euro Colombia, 1993 Aurora, 1993 Da Fu, 1993 Hari Bhum, 1994 Dhaulagiri, 1995 Nawabhum, 1996 Da Fu, 2000 X Press Nuptise, 2001 Da Fu, so in Fahrt. |
| Premier                      | Rickmers/405                 | 8104486            | 30. März 1982      | KG Projex S.G., Hamburg                                              | Singapore Eagle, 1985 City of Rotterdam, 1989 Woermann Sankuru, 1990 Premier, 1991 Merzario Francia, 1991 EWL Venezuela, 1997 Martrader, 2000 Antares, 2000 Tanto Sinergi, 2014 Totalverlust. |
| Estebrügge                   | Flender/627 Rickmers/396     | 8027729            | 30. November 1982  | W. Hauschildt KG, Hamburg                                            | Bei Rickmers fertiggestellt, 1982 Meditarranean Eagle, 1985 Colaba Pioneer, 1986 Global Express, 1987 Estebrügge, 1987 Maersk Jakarta, 1987 Maersk Pinto, 1991 Estebrügge, 1992 Pegasus Progress, 1992 Estebrügge, 1993 Eagle Reliance, 1994 Estebrügge, 1995 Eliza, Explosion in der Ladung am 21. November 1999 auf einer Reise von Colombo nach Chittagong mit Containern, danach Feuer an Bord und gesunken in Position 10°21'N, 084°13'E. |
| Marivia                      | Rickmers/406                 | 8104498            | 28. Dezember 1982  | Hermann Dauelsberg, Bremen                                           | 2001 Tiger Stream , 2003 Da Li , 2004 Tanto Satria , 2015 Satria , ab 22. Oktober 2015 verschrottet. |
| Lilienthal                   | Rickmers/415                 | 8120947            | 16. Juni 1982      | N-Shipping, Lilienthal                                               | 1996 Disarfell, 1997 Totalverlust |
| Leerort                      | Rickmers/416                 | 8120959            | 24. September 1982 | N-Shipping, Lilienthal                                               | 1982 Convoy Runner, 1986 Medipas Sea, 1987 Leerort, 1988 Ville de Colombo, 1989 Ruhunupura, ab 29. November 2011 in Alang abgebrochen. |
| Heide                        | Rickmers/417                 | 8203610            | 10. März 1983      | T-Shipping, Wentorf                                                  | 1984 Concorde Caribe, 1985 Heide, 1988 EA Prestige , 1989 AEL America, 1990 Heide, 1990 Merkur Portugal, 1991 Heide, 1991 EWL Colombia, 1997 Ivaran Tercero, 1998 UAL Texas, 2010 Heide, 2004 Kissama, 2008 Lubey Alice, 2009 Andreas A, ab 1. Juli 2014 verschrottet. |
| Husum                        | Rickmers/418                 | 8203622            | 9. Juni 1983       | H-Shipping, Norderstedt                                              | Contship Europe, 1984 Husa, 1985 Husum, 1987 EA Progress, 1989 AEL Europa, 1990 Merkur America, 1992 Husum, 1996 Dragon Nias, 1996 Husum, 2005 Oran Star, 2006 Vento di Tramontana, 2009 Esra E, 2010 Azov Trader, 2017 Kaptan Hasan Uzun 2018 Natalia, Dezember 2018 Totalverlust. |
| Dörte                        | Rickmers/419                 | 8214384            | 15. Oktober 1983   | J. & W. Lünstedt, Jork                                               | Woermann Urundi, 1985 Cape Hatteras, 1986 Dorte, 1989 Sea Laurel, 1994 Intra Bhum, 2007 Port Numbay, ab 23. März 2016 verschrottet. |
| Vanellus                     | Seebeck (Kasko) Rickmers/420 | 8403583            | 18. Dezember 1984  | M.S. „Vanellus“ Schiffahrts KG J.H. Breuer & Hans H. Breuer, Hamburg | 1985 EA Challenge, 1987 Seas Plata, 1988 Vanellus, 1989 Eagle Star, 1995 Uwa Bhum, 1997 Dea Brovig, 1998 Emirate Star, 1999 P&O Nedlloyd Pemba, 2002 Dea Brovig 2004 Ao Xing Ge, 2006 Ji Peng, 28. Dezember 2014 zum Abbruch in Chittagong gestrandet. |
| Britta Thien                 | Rickmers/421                 | 8508436            | 14. Juni 1986      | Thien Reederei, Lilienthal                                           | Am 13. Januar 2012 im Schlepp auf Position 34° 35,2'N; 015° 13,7'E (80 Seemeilen südsüdöstlich von Malta) gesunken. |
| Daten: Equasis, grosstonnage |                              |                    |                    |                                                                      | |